# La Remorque de Mickey
Pour plus de détails, voir Fiche technique et Distribution.
La Remorque de Mickey (Mickey's Trailer) est un dessin animé de Mickey Mouse produit par Walt Disney pour RKO Radio Pictures et sorti le 6 mai 1938. Son titre n'est pas très explicite mais le serait beaucoup plus sous l'appellation La Caravane de Mickey.
Ce film est l'un des grands classiques du trio Mickey-Donald-Dingo.

## Synopsis
Mickey, Donald et Dingo partent en vacances à la montagne. Ils prennent place dans la voiture de Mickey et une caravane. La première scène plante la caravane dans un décor idyllique. Décor faux car le départ nous fait découvrir qu'il s'agit d'un mur repliable, nous faisant découvrir un paysage de ville industrielle. Nos amis partent donc en montagne.
Plusieurs gags ont lieu, notamment le réveil de Donald et la préparation du déjeuner par Mickey. Mickey appelle ses amis à venir déjeuner. Tous viennent. À un certain moment du repas, Mickey demande qui conduit. En effet, Dingo a laissé le volant seul. Il se précipite donc le récupérer. Mais alors la caravane se décroche. Fous rires garantis.

## Fiche technique
- Titre original : Mickey's Trailer
- Autres Titres[1] :
  - Allemagne : Gefährliche Reise, Mickys Wohnwagen
  - Finlande : Mikin asuntovaunu, Mikin perävaunu
  - France : La Remorque de Mickey
  - Suède : Musse Pigg på camping, Musses husvagn, Jan Långben som skeppsredare
- Série : Mickey Mouse
- Réalisateur : Ben Sharpsteen
- Animateur : Ed Love
- Voix : Pinto Colvig (Dingo), Walt Disney (Mickey), Clarence Nash (Donald)
- Producteur : Walt Disney, John Sutherland
- Distributeur : RKO Radio Pictures
- Date de sortie : 6 mai 1938[2]
- Format d'image : Couleur (Technicolor)
- Son : Mono
- Durée : 7 min
- Langue : (en)
- Pays :  États-Unis

## Voix françaises

### 1erdoublage (exploité dansMickey Jubilé, 1978)
- Roger Carel : Mickey Mouse
- Guy Montagné: Donald Duck
- Georges Atlas : Dingo

### 2edoublage (1989)
- Jean-Paul Audrain : Mickey Mouse
- Sylvain Caruso : Donald Duck
- Roger Carel : Dingo
- Jean-François Kopf : Mickey Mouse (redoublage partiel VHS, 1997)
- Gérard Rinaldi : Dingo (redoublage partiel VHS, 1997)

### 3edoublage (années 2010)
- Laurent Pasquier : Mickey Mouse
- Sylvain Caruso : Donald Duck
- Gérard Rinaldi : Dingo

## Commentaires
Sean Griffin s'interroge sur le fait qu'une fois de plus plusieurs personnages masculins partagent leur vie et leur travail sans présence féminine, dans son étude sur l'homosexualité chez Disney. Le trio est dans une situation similaire dans Les Joyeux Mécaniciens (1935), Le Déménagement de Mickey (1936), Nettoyeurs de pendules (1937), Les Revenants solitaires (1937) et la séquence Mickey et le Haricot magique de Coquin de printemps (1947).